# Ap Lei Pai
Ap Lei Pai (chiń. 鴨脷排) – niewielka, niezamieszkana wyspa Hongkongu położona na południowy zachód od wyspy Hongkong, połączona tombolem z Ap Lei Chau.